# 인디오스 데 마야궤스
인디오스 데 마야궤스(Indios de Mayagüez)는 푸에르토리코 마야궤스에 위치한 프로 야구팀이다. 푸에르토리코 베이스볼 리그 소속이며, 이시도로 가르시아 스타디움을 홈구장으로 사용하고 있다. 리그 우승 16회 기록과 캐리비안 시리즈 2회 우승 기록을 가지고 있다.